# 9610 Vischer
9610 Vischer là một tiểu hành tinh vành đai chính với chu kỳ quỹ đạo là 2054.6139209 ngày (5.63 năm).
Nó được phát hiện ngày 2 tháng 9 năm 1992.